# Lotta libera ai Giochi della XI Olimpiade - Pesi medio-massimi
La competizione della categoria pesi medio-massimi (fino a 87 kg) di lotta libera dei Giochi della XI Olimpiade si è svolta dal 3 al 4 agosto al  Deutschlandhalle in Berlino.

## Formato
Ad ogni incontro venivano assegnate le seguenti penalità:
- 0 = Al vincitore per schienata
- 1 = Al vincitore per decisione
- 2 = Allo sconfitto per decisione (1 giudici contro 2)
- 3 = Allo sconfitto per decisione (0 giudici contro 3)
- 3 = Allo sconfitto per schienata

Con cinque penalità o più il lottatore veniva eliminato.

## Risultati
| Legenda                                  | Legenda |
| ---------------------------------------- | ------- |
| Lottatore con 5 penalità o più Eliminato |         |

### Primo turno
Si è disputato il 3 agosto.
| Vincitore        | Pen. | Risultato | Sconfitto     | Pen. |
| ---------------- | ---- | --------- | ------------- | ---- |
| Knut Fridell     | 1    | 3:0       | August Neo    | 3    |
| Ede Virág-Ébner  | 1    | 3:0       | Matti Lahti   | 3    |
| Mustafa Avcioğlu | 1    | 3:0       | Thomas Ward   | 3    |
| Ray Clemons      | 0    | Schienata | Paul Dätwyler | 3    |
| Eddie Scarf      | 0    | Schienata | Maurice Beke  | 3    |
| Erich Siebert    | 1    | 3:0       | Hubert Prokop | 3    |

### Secondo turno
Si è disputato il 4 agosto.
| Vincitore     | Pen. | Risultato | Sconfitto        | Pen. |
| ------------- | ---- | --------- | ---------------- | ---- |
| August Neo    | 3    | Schienata | Ede Virág-Ébner  | 4    |
| Knut Fridell  | 2    | 3:0       | Matti Lahti      | 6    |
| Ray Clemons   | 1    | 3:0       | Thomas Ward      | 6    |
| Paul Dätwyler | 3    | Schienata | Mustafa Avcioğlu | 4    |
| Erich Siebert | 1    | Schienata | Maurice Beke     | 6    |
| Hubert Prokop | 4    | 2:1       | Eddie Scarf      | 2    |

### Terzo turno
Si è disputato il 4 agosto.
| Vincitore     | Pen. | Risultato | Sconfitto        | Pen. |
| ------------- | ---- | --------- | ---------------- | ---- |
| August Neo    | 3    | Schienata | Ray Clemons      | 4    |
| Knut Fridell  | 2    | Schienata | Ede Virág-Ébner  | 7    |
| Paul Dätwyler | 3    | Schienata | Hubert Prokop    | 7    |
| Erich Siebert | 2    | 3:0       | Eddie Scarf      | 5    |
|               |      | Ritirato  | Mustafa Avcioğlu | -    |

### Quarto turno
Si è disputato il 4 agosto.
| Vincitore     | Pen. | Risultato | Sconfitto     | Pen. |
| ------------- | ---- | --------- | ------------- | ---- |
| August Neo    | 4    | 3:0       | Paul Dätwyler | 6    |
| Knut Fridell  | 2    | Schienata | Ray Clemons   | 7    |
| Erich Siebert | 2    | Esentato  |               |      |

### Quinto turno
Si è disputato il 4 agosto.
| Vincitore    | Pen. | Risultato | Sconfitto     | Pen. |
| ------------ | ---- | --------- | ------------- | ---- |
| August Neo   | 5    | 3:0       | Erich Siebert | 5    |
| Knut Fridell | 2    | Esentato  |               |      |

## Classifica finale
| Pos.    | Atleta           | Nazione        |
| ------- | ---------------- | -------------- |
| Oro     | Knut Fridell     | Svezia         |
| Argento | August Neo       | Estonia        |
| Bronzo  | Erich Siebert    | Germania       |
| 4       | Paul Dätwyler    | Svizzera       |
| 5       | Ray Clemons      | Stati Uniti    |
| 6       | Eddie Scarf      | Australia      |
| 7       | Ede Virág-Ébner  | Ungheria       |
| 7       | Hubert Prokop    | Cecoslovacchia |
| 9       | Mustafa Avcioğlu | Turchia        |
| 10      | Maurice Beke     | Belgio         |
| 10      | Matti Lahti      | Finlandia      |
| 10      | Thomas Ward      | Gran Bretagna  |